# بروس فوستر ستيرلينغ
بروس فوستر ستيرلينغ (بالإنجليزية: Bruce Foster Sterling)‏ هو محامي وسياسي أمريكي، ولد في 28 سبتمبر 1870 في الولايات المتحدة، وتوفي في 28 يناير 1946 في يونيونتاون في الولايات المتحدة. حزبياً، نشط في الحزب الديمقراطي. وقد انتخب عضو مجلس نواب بنسيلفانيا وانتخب عضو مجلس النواب الأمريكي.